# Улица Милашенкова (станция монорельса)
«У́лица Милаше́нкова» — закрытая станция Московского монорельса. Располается между станциями «Тимирязевская» и «Телецентр». Находится на территории Бутырского района Северо-Восточного административного округа города Москвы. Имела переход на станцию метро «Фонвизинская» Люблинско-Дмитровской линии.

## История
20 ноября 2004 года линия монорельса начала работать в «экскурсионном режиме» и перевезла первых пассажиров (ранее запуск трассы планировался на 2003 год). На линии работало 2 состава, интервал движения — 30 минут, время работы — с 10:00 до 16:00, посадка осуществлялась только на станции «Улица Сергея Эйзенштейна», выход на любой станции. Линия монорельса официально считалась «экспериментальной».
С 10 января 2008 года по 22 января 2017 года Московский монорельс работал в режиме городского общественного транспорта, станция была открыта для входа и выхода пассажиров с 6:50 до 23:00.
С 23 января 2017 года с возвращением экскурсионного режима станция открывалась для пассажиров с 7:50 до 20:00.
Закрыта вместе со всеми станциями монорельса вечером 27 июня 2025 года.
Станция обладает самой длинной платформой на Московском монорельсе.

## Вестибюли и пересадки
Выход на улицу Милашенкова, Огородный проезд и улицу Фонвизина. В пешеходной доступности находится платформа «Останкино» Ленинградского направления Октябрьской железной дороги и станция «Фонвизинская» Люблинско-Дмитровской линии Московского метрополитена.
Была возможна бесплатная пересадка между станцией «Улица Милашенкова» и станцией «Окружная» МЦК (находится на расстоянии 3,2 км по прямой).

## Наземный общественный транспорт
На этой станции можно пересесть на следующие маршруты городского пассажирского транспорта:
- Автобусы: 23, 512, 519, с532, 539, с543, т29

## Фотографии
| - Платформа, вид в сторону «Тимирязевской» - Платформа, вид в сторону «Телецентра» - Платформа, вид в сторону «Телецентра» - Табличка с названием станции - Зеркало контроля дверей и станционные часы - Станционные часы - Поезд на станции - Поезд на станции |